# Montfalcon
Montfalcon település Franciaországban, Isère megyében. Lakosainak száma 131 fő (2022. január 1.). Montfalcon Viriville, Roybon, Saint-Clair-sur-Galaure és Valherbasse községekkel határos.

## Népesség
A település népességének változása:
| Lakosok száma | 112  | 125  | 103  | 123  | 120  | 123  | 133  | 139  | 140  | 131  |
|               | 1968 | 1982 | 1990 | 2006 | 2013 | 2015 | 2017 | 2019 | 2020 | 2022 |